# Гари Кошницки
Гари Саймън Кошницки (също Грегори Саймън Кошницки или Григори Семьонович Кошницки) е австралийски шахматист, международен майстор по кореспондентски шахмат.

## Биография
Ражда се в Кишинев в еврейско семейство, което през 1918 г. се премества в Шанхай, а през 1926 г. се установява за постоянно в Брисбен, Австралия. По време на Втората световна война служи в противотанковите войски. От 1949 до 1994 година има шахматната колонка във вестника „Sun-Herald“, Сидни. От 1947 до 1960 година ръководи шахматната академия в Сидни.
Шампион е на Австралия през 1933 – 1934 и 1939 – 1945, трикратен шампион на Куинсланд (1926 – 1928), седемкратен шампион на Нов Южен Уелс и шампион на Южна Австралия през 1966 година (аналогичната титла при жените за тази година е спечелена от втората му жена – Евелин Кошницки).
Почетен член на ФИДЕ от 1993 г. (заедно с жена си), член на централния комитет на световната организация и президент от 1961 г. на зона 10 (страните от Югоизточна Азия и Тихоокеанския регион). Президент на Австралийската лига по кореспондентски шахмат от 1937 до 1953 г. и първи президент на Астралийската шахматна федерация (от 1979). Автор е на учебника „Chess Made Easy“ със С. Дж. С. Перди., имащ до 1995 г. около 30 преработени издания.
В Австралия ежегодно се провежда мемориален шахматен турнир в памет на Кошницки, наречен „Купа Кошницки“.
Синът на Кошницки – Питер Г. Кошницки, е австралийски спортен журналист, автор на шахматен учебник и част от отбора на Австралия по лакрос.